# 홍종엽
홍종엽(洪鍾熀, 1899년 9월 11일 ~ 1983년 6월 28일)은 대한민국의 독립운동가이다.
경기도 용인에서 출생하였고 지난날 한때 경기도 수원에서 잠시 유아기를 보낸 적이 있는 그의 본관은 남양(南陽)이고 호(號)는 포곡(蒲谷)이며 미국 거주 시절 영어 이름은 토니 홍(Tony Hong)이다.

## 생애

### 독립 운동
1919년 3월 28일, 삼월 대한 독립 만세 운동 시절 京畿道 龍仁郡 蒲谷面 金魚里에서 권종목(權鍾穆) 등과 함께 주동(主動)이 되어 군중 200여명과 합세하여 독립만세를 高唱하며 시위하다 被逮되어 징역 10월형을 선고받고 1개월 13일간의 옥고를 치렀으며 1919년 5월에 특별사면 출감하여 이후 중화민국 장쑤 성 상하이에 건너가 1921년에서 1936년까지 한국독립당 행정자치위원 직을 지냈고 1936년 한독당 탈당 이후 중화민국 타이완 성 타이중에 건너가 일용직 비정규 노동을 거쳐 소작농으로 지내던 차에 1945년 타이중에서 8.15 조선 광복을 목도하였고 1946년 6월, 조선 고국에 귀국하였다.

### 8.15 광복 이후
조선 귀국 후 1946년에서 1959년까지 한국독립당 전임위원 직을 지냈고 1959년 한독당 2차 탈당 이후 미국 캘리포니아주 로스 앤젤레스에 건너가 지냈으며 1970년 자유중화민국 타이완 타이베이에 건너가서 이후 1978년 자유중화민국 타이난에 건너갔고 1983년 자유중화민국 타이난에서 향년 85세로 별세하였다.

## 사후
대한민국 정부에서는 고인의 공훈을 기리고자 1990년 3월 1일을 기하여 대한민국 건국훈장 애족장을 수여하였다.